# 圓山四條派
圓山・四條派（まるやま・しじょうは）是江戶時代後期開始，在京都以圓山應舉為祖的圓山派和以吳春為祖的四條派的合稱。也稱作四條・圓山派。
圓山派之祖圓山應舉的寫生畫風，加上四條派之祖吳春的影響，後世稱作「圓山・四條派」，但是，實際上，吳春是以與謝蕪村的文人畫（南畫）為基礎，所以也被認為和圓山派、四條派是別的流派。